# 1892 في كندا
فيما يلي قوائم الأحداث التي وقعت خلال عام 1892 في كندا.

## سياسة

### انتهاء فترة المنصب
- 17 أبريل – ألكسندر ماكينزي عضو مجلس العموم الكندي.

## ظهور
- 1 يناير – تورونتو ستار

## مواليد

### أبريل
- 8 أبريل – ماري بيكفورد

### يوليو
- 8 يوليو – فيكتور هيربيرت تايت لاعب هوكي جليد كندي.

### أغسطس
- 2 أغسطس – جاك وارنر

### ديسمبر
- 15 ديسمبر – جورج لورانس برايس جندي كندي.

## وفيات

### يونيو
- 10 يونيو – تشارلز فينيرتي (مواليد 1821) شاعر كندي.

### ديسمبر
- 14 ديسمبر – آدامز جورج أرشيبالد (مواليد 1814) سياسي كندي.